# Acorypha brazzavillei
Acorypha brazzavillei är en insektsart som först beskrevs av Sjöstedt 1931.  Acorypha brazzavillei ingår i släktet Acorypha och familjen gräshoppor. Inga underarter finns listade i Catalogue of Life.